# Rue Herold
Pour les articles homonymes, voir Herold.
La rue Herold est une voie du 1er arrondissement de Paris, en France. Elle se situe dans le quartier administratif des Halles.

## Origine du nom
Elle porte le nom du compositeur français d'origine alsacienne Ferdinand Hérold (1791-1833), né au no 10.
Son nom alsacien était généralement orthographié sans accent au XIXe siècle. La nomenclature officielle de la ville de Paris a conservé cet usage. Toutefois, on observe sur place un certain flottement avec la cohabitation de plaques de rue aux orthographes différentes.

## Historique
Au XVIIIe siècle, cette rue faisait partie de la rue des Vieux-Augustins qui englobait les actuelles rues Herold et d'Argout. Le 27 février 1867, la rue des Vieux-Augustins prend le nom de  « rue d'Argout ».
Après le percement de la rue Étienne-Marcel, la partie de la « rue d'Argout » entre les rues Coquillière et Étienne-Marcel garde sa dénomination tandis que la partie de la « rue d'Argout » située entre les rues Coquillière et Étienne-Marcel est dénommée « rue Herold » par décret du 21 février 1881.

## Bâtiments remarquables et lieux de mémoire
- No 14 : emplacement de l'hôtel de la Providence où logea Charlotte Corday, en juillet 1793, lorsque, venant de Caen, elle séjourna à Paris pour tuer Marat[1]. L'hôtel fut détruit en 1893.

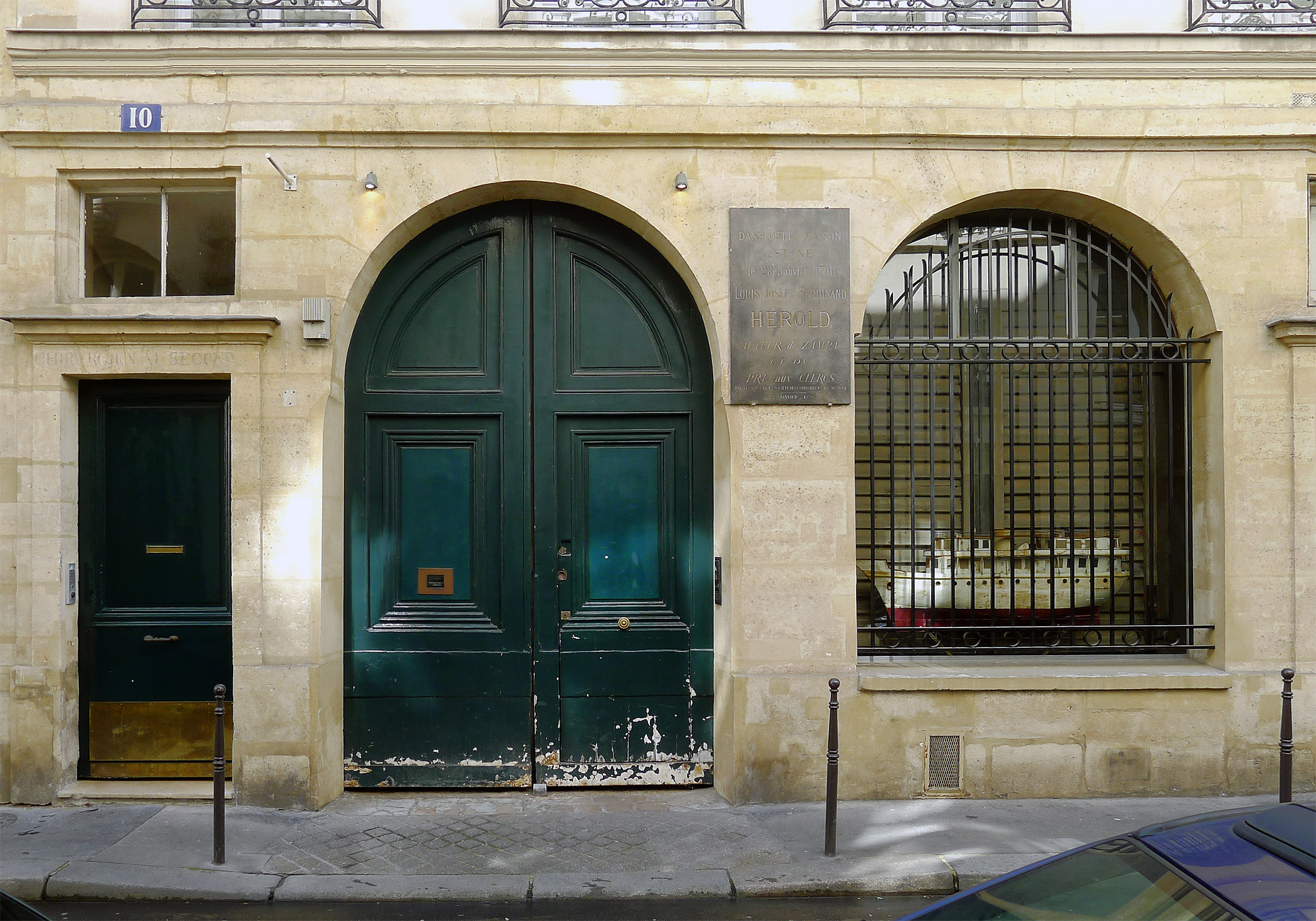
Le no 10, maison natale de Ferdinand Hérold.
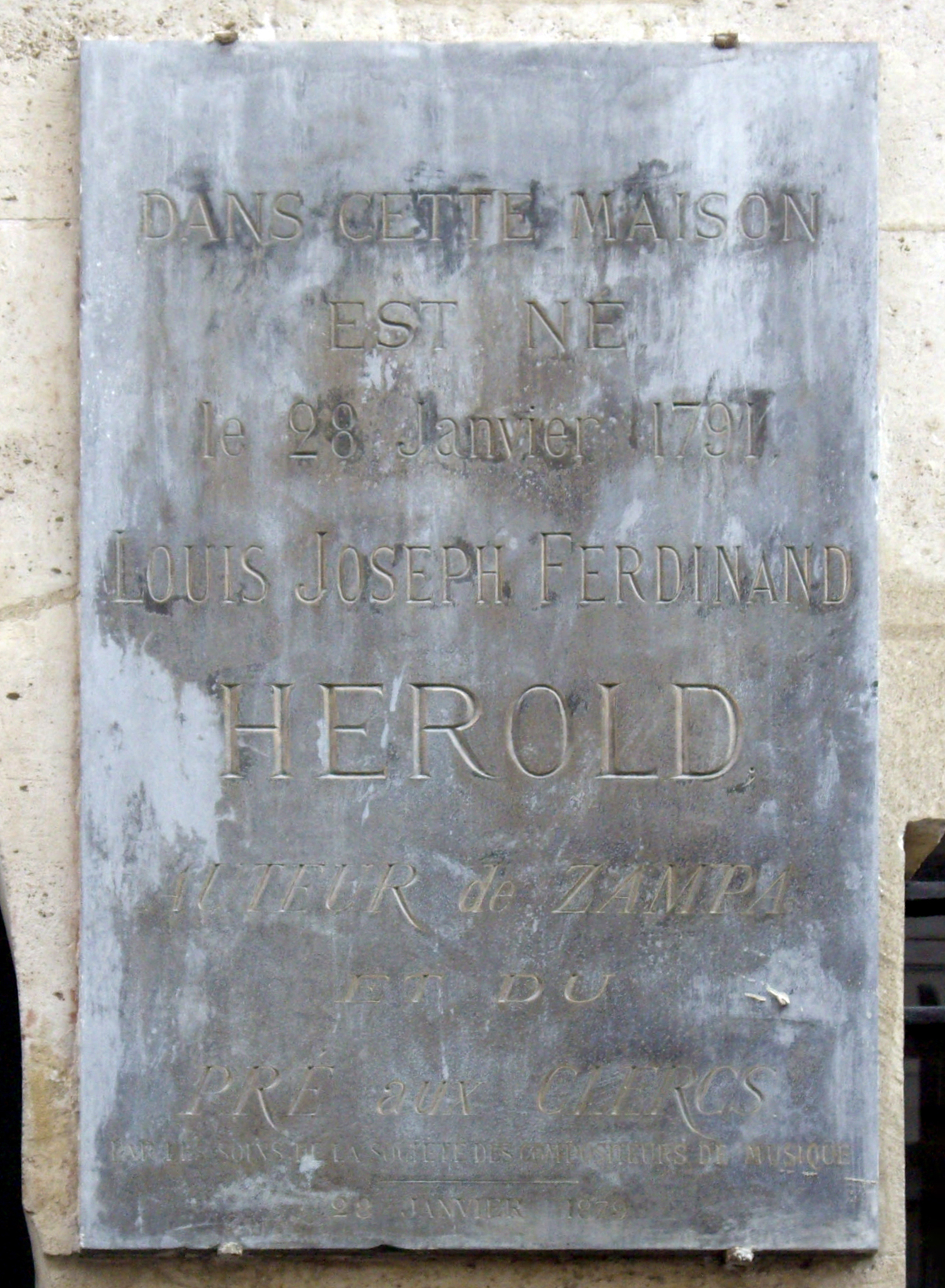
Plaque commémorative associée.

- No 21 : le musée en Herbe, destiné aux enfants, se trouvait à ce numéro, de 2008 à 2016. Il est désormais rue de l'Arbre-Sec.

## Pour approfondir